# USS 마킨 아일랜드 (LHD-8)
USS 마킨 아일랜드 (LHD-8)는 미국 해군의 헬리콥터 강습상륙함으로 분류되는 와스프급 강습상륙함의 8번함이다. 마킨 아일랜드라는 이름을 사용한 2번째 미국 해군 군함이다. 2009년 12월 24일 실전배치되었다. 마킨 아일랜드 다음은 아메리카급 강습상륙함이다.

## 역사

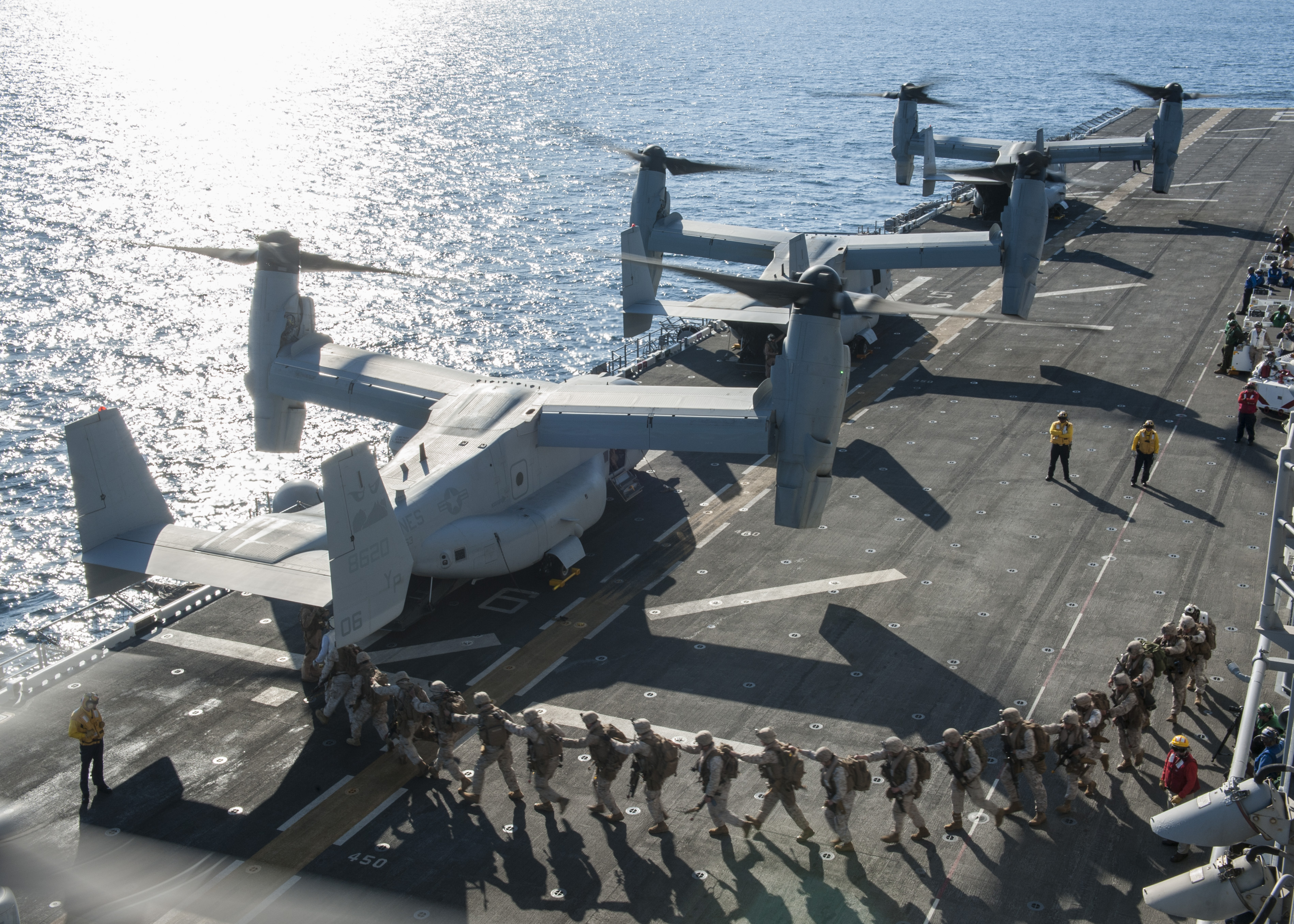
오스프리에 탑승중인 미해병대

와스프급 강습상륙함은 모두 8척 건조되었으며, 마지막 8번함이 마킨 아일랜드함이다. 가장 최신의 기술이 적용되었다.

## 설계
2개의 35,000 축마력 GE LM2500 가스터빈을 장착했다. 12노트 보다 빠르게 항해할 때는 가스터빈을 사용한다.
해수담수화장치 4대가 설치되어 있다. 한 대가 하루에 50,000 갤런의 물을 생산한다.

## 하이브리드 추진
미국 해군 최초의 하이브리드 추진기관을 사용한 전투함이다.
디젤엔진이 발전기를 돌리고, 그 전기로 항해를 한다. 전체 항해시간의 70% 정도를 이렇게 전기 모터로 항해한다.
12 노트 보다 빠르게 항해할 때는 가스터빈을 사용한다.
제임스 랜더스 함장에 따르면, 이전의 와스프급은 35,000-40,000 갤런의 연료를 사용하는데, 마킨 아일랜드는 15,000 갤런을 사용한다. 62.5% 연료를 절감한다.